# Oink, oink
Oink, oink (títol original, Knor) és una pel·lícula d'animació stop-motion neerlandesa del 2022 basada en el llibre The Revenge of Oink de Tosca Menten. Va ser el primer llargmetratge en stop-motion fet mai als Països Baixos. La pel·lícula es va estrenar a la 72a edició del Festival de Cinema de Berlín. La pel·lícula va guanyar tres Vedelles d'Or a la millor pel·lícula, millor director i millor disseny de producció. És la primera pel·lícula d'animació que guanya aquests premis. també va rebre la Pel·lícula d'Or, una distinció per a pel·lícules holandeses amb més de 100.000 entrades venudes durant la seva estrena. La pel·lícula també va figurar a la llista final de l'Oscar a la millor pel·lícula d'animació, però no va ser nominada. S'ha doblat i subtitulat al català.

## Sinopsi
La Babs, de 9 anys, rep un porc com a mascota per part del seu avi.